# 畢曉普奧克蘭 (英國國會選區)
畢曉普奧克蘭（英語：Bishop Auckland），英國國會一自治市選區，包括英格蘭東北部達勒姆郡西南部。始設於1885年。
1918年前支持自由黨，此後除1931年以外一直由工黨候選人勝出。在2010年大選中工黨的海倫·古德曼以39.0%的選票成功連任。